# Anginophobie
Le terme anginophobie désigne la phobie de l’étouffement, notamment par des angines de poitrine.